# 성염색체
성염색체(性染色體, sex chromosomes)은 개체의 성별을 결정하는 유전자를 운반하는 염색체이다. 이질염색체(異質 染色體, allosome) 또는 이형염색체(異型染色體, heterochromosome, heterosome)이라고도 한다. 인간의 성염색체는 전형적인 포유류 이질 염색체 한 쌍이다. 성염색체는 모양, 크기 및 행동이 상염색체와 다르다. 상염색체는 이배체 세포에서 동일한 형태를 갖는 상동 쌍으로 존재하는 반면, 이질 염색체 쌍의 구성원은 서로 다를 수 있다.
네티 스티븐스와 에드먼드 비처 윌슨은 1905년 독립적으로 성염색체를 발견했다. 그러나 스티븐스가 윌슨보다 먼저 성염색체를 발견한 것으로 알려져 있다.

## 분화
인간의 경우, 각 세포핵에는 23쌍의 염색체, 총 46개의 염색체가 들어 있다. 처음 22쌍을 상염색체라고 한다. 상염색체는 상동 염색체, 즉 염색체 팔을 따라 같은 순서로 같은 유전자(DNA 영역)를 포함하는 염색체이다. 23번째 염색체 쌍은 이질 염색체이다. 여자의 경우 2개의 X 염색체, 남자의 경우 1개의 X 염색체와 1개의 Y 염색체로 구성된다. 따라서 여자는 23개의 상동 염색체 쌍을 가지고 있는 반면, 남자은 22개의 상동 염색체 쌍을 가지고 있다. X 염색체와 Y 염색체에는 유사 상염색체 영역이라는 작은 상동성 영역이 있다.
X 염색체는 난자에서 항상 23번째 염색체로 존재하지만, 개별 정자에는 X 또는 Y 염색체 중 하나가 존재할 수 있다. 여성 배아 발달 초기, 난자 세포 이외의 세포에서는 X 염색체 중 하나가 무작위로 영구적으로 부분 비활성화된다. 일부 세포에서는 어머니로부터 물려받은 X 염색체가 비활성화되고, 다른 세포에서는 아버지로부터 물려받은 X 염색체가 비활성화된다. 따라서 남녀 모두 각 체세포에 항상 정확히 하나의 X 염색체 기능 사본을 갖는다. 비활성화된 X 염색체는 DNA를 압축하고 대부분의 유전자의 발현을 방지하는 억제성 이질 염색질에 의해 억제된다. 이 압축은 PRC2(폴리콤 억제 복합체 2)에 의해 조절된다.

## 성 결정
염색체에 의해 성별이 결정되는 모든 이배체 생물은 각 부모로부터 성염색체의 절반을 물려받는다. 대부분의 포유류에서 암컷은 XX이므로 X 중 하나를 전달하고, 수컷은 XY이므로 X 또는 Y 중 하나를 전달한다. 이러한 종의 암컷은 각 부모로부터 X 염색체를 물려받고, 수컷은 어머니로부터 X 염색체를, 아버지로부터 Y 염색체를 물려받는다. 따라서 이러한 종에서 각 자손의 성별을 결정하는 것은 수컷의 정자이다.
그러나 소수의 인간은 간성으로 알려진 다양한 성 발달을 가진다. 이는 XX도 XY도 아닌 성염색체로로 인해 발생할 수 있다. 또한 두 개의 수정된 배아가 융합하여 하나의 XX와 다른 하나의 XY라는 서로 다른 두 세트의 DNA를 포함하는 키메라를 생성할 때 발생할 수도 있다. 또한 종종 자궁 내에서 성염색체가 성호르몬으로 정상적으로 전환되는 것을 방해하는 화학 물질에 노출되어 모호한 외부 생식기 또는 내부 장기의 발달로 인해 발생할 수도 있다.
Y 염색체에는 남성성을 코딩하는 유전자를 제어하는 조절 서열을 가진 SRY 유전자라는 유전자가 있다. 이 유전자는 인간과 다른 포유류의 고환 발달을 시작하는 고환 결정 인자("TDF")를 생성한다. 성 결정에서 SRY 서열의 중요성은 성 역전 XX 남성(즉, 생물학적으로 남성의 특징을 가지고 있지만 실제로는 XX 성염색체를 가진 인간)의 유전학을 연구하면서 발견되었다. 조사 결과, 전형적인 XX 개인(전형적인 여성)과 성 역전 XX 남성의 차이점은 전형적인 여성에게는 SRY 유전자가 없다는 것이 밝혀졌다. 성이 역전된 XX 남성의 경우, 감수 분열 중에 SRY가 XX 쌍의 X 염색체로 잘못 전좌된다는 이론이 있다.

### 다른 척추동물
동물의 성별 결정에는 다양한 메커니즘이 관여한다. 포유류의 경우, 성 결정은 정자의 유전적 기여에 의해 이루어진다. 어류, 양서류, 파충류와 같은 다른 척추동물은 환경의 영향을 받는 체계를 가지고 있다. 예를 들어 어류와 양서류는 유전적으로 성이 결정되지만 외부에서 제공되는 스테로이드와 알의 부화 온도에도 영향을 받을 수 있다. 바다거북과 같은 일부 파충류에서는 부화 온도만이 성을 결정한다.

## 같이 보기
- 성결정계
  - XY 성결정계
  - ZW 성결정계
  - XO 성결정계
  - ZO 성결정계
- 피셔 원리
- 홀데인 규칙
- 성 분화
- 2차 성징
- 상염색체